# Дубье (балка)
Дубье (в низовье Дальняя Березовка; устар. овраг Крутенький) — балка в России, находится в Волгоградской области. Длина водотока в балке составляет 11 км. Площадь водосборного бассейна — 40,2 км². Устье теряется в левобережной пойме Терсы.

## Данные водного реестра
По данным государственного водного реестра России относится к Донскому бассейновому округу, водохозяйственный участок реки — Терса, речной подбассейн реки — Бассейн прит-в Дона м/д впад. прит-в Хопра и С. Донца. Речной бассейн реки — Дон (российская часть бассейна).
Код объекта в государственном водном реестре — 05010300212107000008855.